# Gregori Bausà

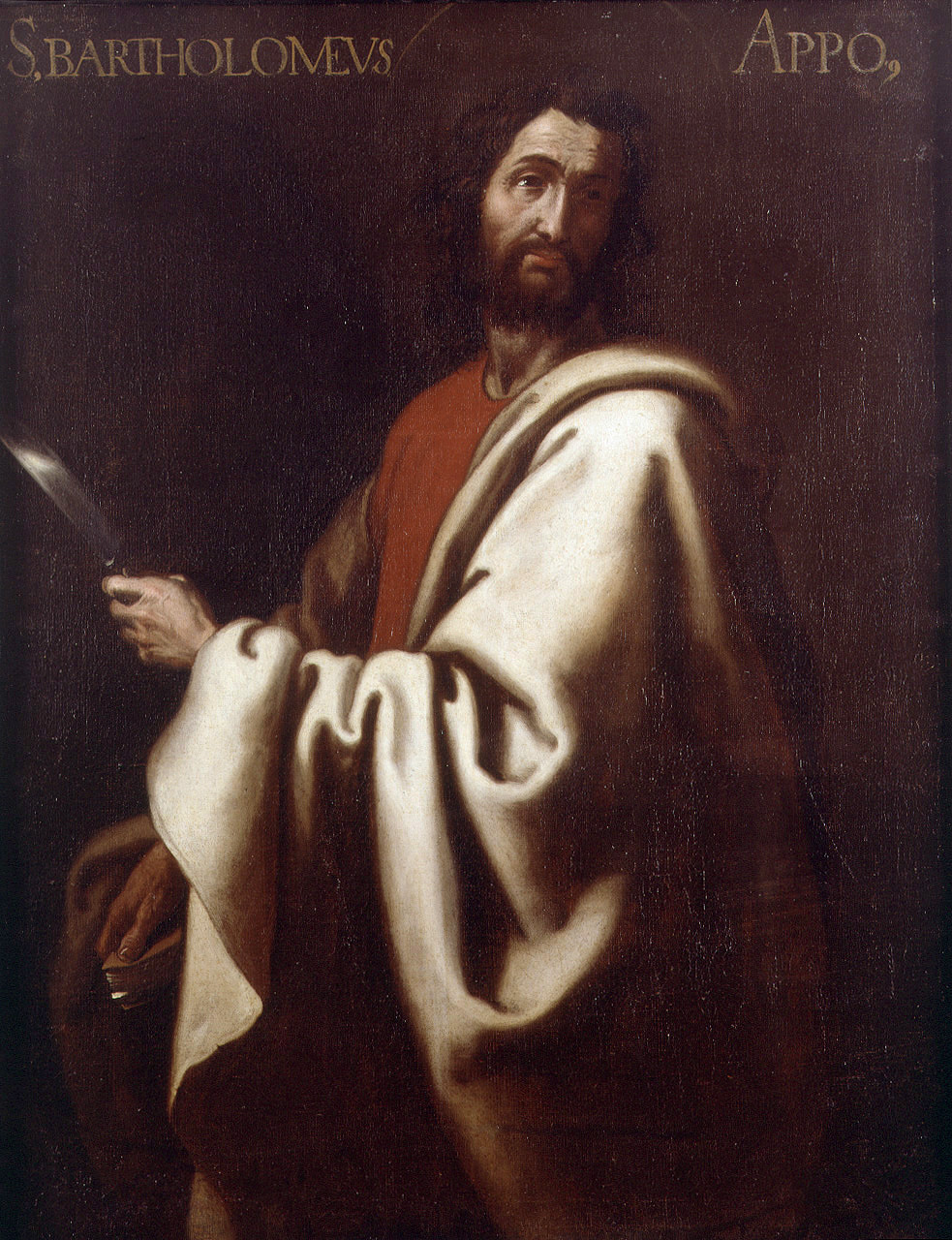
Sant Bartomeu, oli sobre llenç (131 x 100 cm.), Museu de Belles Arts de València.

Gregori Bausà (Sóller, 1590 – València, 1656), fou un pintor barroc mallorquí, actiu a València. Antonio Palomino digué d'ell que «fou pintor excel·lent i deixeble de Francesc Ribalta; i dels més aprofitats de la seua escola».

## Biografia i obra
Gregori Bausà va nàixer a Sóller, on el van batejar el 23 d'agost de 1590. El seu pare, Joan Bausà era nebot de Simó Bausà Sales, nomenat en 1607 bisbe de Mallorca, fet que hauria influït en la vocació religiosa de Gregori, el qual en 1605 va rebre els ordes menors i un benefici eclesiàstic en la parròquia de Santa Eulàlia de Sóller. Tot i això, sembla que Bausà mai va arribar a exercir de sacerdot, i no hi haurà notícies seues fins a 1631, quan es troba treballant com a pintor a la cartoixa de Valldecrist. Per a aquesta va pintar dotze històries de la vida de Sant Bru destinades a les portes de la capella de les relíquies de la cartoixa. D'aquestes històries se'n conserven només dos llenços, el primer a la catedral de València, on es representa "la triple resurrecció del metge Raymond Diocres" i el segon a la col·lecció Joan J. Gavara de València, on es representa a "Sant Bru i els seus companys camí de Grenoble".
La formació de Bausà al costat de Francesc Ribalta, segons afirmen fonts literàries antigues, no ha pogut ser documentada i resulta problemàtica si mirem les dates en què Bausà va poder arribar a València (data que no seria abans de 1616) quan per edat ja deuria ser un pintor format i no apareix inscrit en el Col·legi de Pintors. El seu treball a Valldecrist si que el relaciona amb Joan Ribalta, actiu en eixos anys en la zona de Sogorb, i amb l'escultor i retaulista Joan Miquel Orliens, qui en 1627 es va fer càrrec del retaule del monestir de Sant Miquel dels Reis de València, retaule per al qual Bausà va pintar el llenç titular de l'Adoració dels Reis, actualment custodiat en el monestir del Puig, quadre amb clares ressonàncies ribaltesques.
El 1645, el mateix any en què es va col·locar en el seu altar l'Adoració dels Reis, i ja amb la residència fixada a València, Bausà va entregar sis quadres de la Passió de Crist a la cartoixa de Valldecrist, dels quals únicament es conserva l'Empresonament de Crist en el Museu de Belles Arts de Castelló. El quadre està basat en estampes d'Albrecht Dürer per a la composició general, i amb il·luminació nocturna procedent de dins del quadre, a la manera dels pintors manieristes, presenta una composició atapeïda, detallista, a mig camí entre la influència de Ribalta i Pedro Orrente. Aquest quadre fou durant molt de temps l'únic atribuït amb total seguretat a Bausà, i ha permès a Fernando Benito i José Galdón reconèixer la mà del mallorquí en 140 dibuixos de l'Àlbum Lassala, amb estudis del natural per a resoldre parts petites com braços, caps o ropatges que s'utilitzaran en la composició final. Altres estudis del natural del mateix àlbum, de traçat vigorós, han permès assignar-li noves obres que anteriorment s'atribuïen als Ribalta, com el Sant Soterrament del Museu del Patriarca, o sense atribució, com tres grans llunetes de la Catedral de Sogorb, on estan representats els temes de les Noces de Canà, la Paràbola de les Noces i la Comunió dels Apòstols, a més de les restes d'un Apostolat conservat en el Museu de Belles Arts de València, que s'havia atribuït a Esteve March i on s'aprecia la doble influència d'Orrente i de Joan Ribalta, amb el gust pel tractament naturalista de les figures monumentals i els colors terrosos. palomino esmenta la seua mort, ocorreguda a València el 1656.